# Eotetranychus lomandrae
Eotetranychus lomandrae är en spindeldjursart som beskrevs av Davis 1968. Eotetranychus lomandrae ingår i släktet Eotetranychus och familjen Tetranychidae. Inga underarter finns listade i Catalogue of Life.